# Coppa di Finlandia di pallacanestro maschile
La Coppa di Finlandia (finlandese: Koripallon Suomen cup) di pallacanestro era un trofeo nazionale finlandese organizzato annualmente dalla Federazione cestistica della Finlandia a partire dal 1968 che ha visto svolgersi l'ultima edizione nel 2013.

## Albo d'oro
- 1968  Tapion Honka
- 1969  Tampereen Pyrintö
- 1970  Hels. Kisa-Toverit
- 1971  Tapion Honka
- 1972  Turun NMKY
- 1973  Tapion Honka
- 1974  Tapion Honka
- 1975  Espoon Honka
- 1976  Turun NMKY
- 1977  Espoon Honka
- 1978  KTP-Basket
- 1979  Peli-Karhut Kotka
- 1980  ToPo Helsinki
- 1981  Pantterit
- 1982  Turun NMKY
- 1983  KTP-Basket
- 1984  KTP-Basket
- 1985  KTP-Basket
- 1986  UU-Korihait
- 1987  KTP-Basket
- 1988  UU-Korihait
- 1989  Namika Lahti
- 1990  KTP-Basket
- 1991  Pantterit
- 1992  ToPo Helsinki
- 1993  KTP-Basket
- 1994  Namika Lahti
- 1995  Pantterit
- 1996  ToPo Helsinki
- 1997  ToPo Helsinki
- 1998  Kouvot Kouvola
- 1999  Turun NMKY
- 2000  Namika Lahti
- 2001  Espoon Honka
- 2002  Joensuun Kataja
- 2003  KTP-Basket
- 2004  KTP-Basket
- 2005  LrNMKY
- 2006  LrNMKY
- 2007  LrNMKY
- 2008  LrNMKY
- 2009  Espoon Honka
- 2010 non disputata
- 2011  Joensuun Kataja
- 2012  Joensuun Kataja
- 2013  Tampereen Pyrintö
- 2019  Vilpas Vikings
- 2020  Helsinki Seagulls
- 2021  Helsinki Seagulls
- 2022  Helsinki Seagulls
- 2023  Joensuun Kataja
- 2024  Helsinki Seagulls

## Vittorie per club
| Club               | Vittorie | Anno                                                 |
| ------------------ | -------- | ---------------------------------------------------- |
| KTP-Basket         | 9        | 1978, 1983, 1984, 1985, 1987, 1990, 1993, 2003, 2004 |
| Tapiolan Honka     | 5        | 1973, 1974, 1975, 2001, 2009                         |
| Helsinki Seagulls  | 4        | 2020, 2021, 2022, 2024                               |
| LrNMKY             | 4        | 2005, 2006, 2007, 2008                               |
| Turun NMKY         | 4        | 1972, 1976, 1982, 1999                               |
| ToPo Helsinki      | 4        | 1980, 1992, 1996, 1997                               |
| Joensuun Kataja    | 4        | 2002, 2011, 2012, 2023                               |
| Namika Lahti       | 3        | 1989, 1994, 2000                                     |
| Pantterit          | 3        | 1981, 1991, 1995                                     |
| UU-Korihait        | 2        | 1986, 1988                                           |
| Tampereen Pyrintö  | 2        | 1969, 2013                                           |
| Vilpas Vikings     | 1        | 2019                                                 |
| Kouvot Kouvola     | 1        | 1998                                                 |
| Peli-Karhut Kotka  | 1        | 1979                                                 |
| Hels. Kisa-Toverit | 1        | 1970                                                 |